# Лонгари
Лонгари — упразднённое село в Тымовском городском округе Сахалинской области России. Исключено из учётных данных в 2024 году.
Название в переводе с нивхского — «река форели».

## Транспорт
В селе расположена станция Лонгари Сахалинского региона Дальневосточной железной дороги, в 36 км от районного центра.

## Население
| 2002 | 2010 | 2021 |
| ---- | ---- | ---- |
| 0    | →0   | →0   |